# Henriville (Amiens)
Pour les articles homonymes, voir Henriville (homonymie).
Henriville  est un quartier résidentiel d'Amiens situé au sud du centre-ville.

## Histoire
Henriville est un quartier créé au XIXe siècle sur des terrains appartenant aux hospices d'Amiens. Il est la manifestation de la croissance de la ville liée à la révolution industrielle et à l'arrivée du chemin de fer au milieu du XIXe siècle. Le nom du quartier viendrait de la volonté des édiles amiénois de rendre hommage au roi Henri IV, il offrait également l'opportunité aux légitimistes de manifester leur attachement au comte de Chambord prétendant au trône de France après la révolution des Trois Glorieuses de juillet 1830. Le lotissement débuta dans la première moitié du XIXe siècle dans la partie basse du quartier, l'urbanisation progressa par étapes mais il fallut attendre  l’entre deux-guerres pour qu'elle atteigne le boulevard de Saint-Quentin, au sud.

## Morphologie du quartier
Le quartier construit entre les boulevards intérieurs et les boulevards extérieurs est limité au nord par la voie ferrée Paris-Calais qui fut construite dans les anciens fossés des remparts détruits au XIXe siècle, au sud par le boulevard de Saint-Quentin, à l'est par la rue Saint-Fuscien et à l'ouest par la rue Gauthier de Rumilly. Il a été construit selon un plan octogonal  :
Trois axes nord-sud traversent l'ensemble du quartier, les rues, Delpech, Lemerchier et Albéric de Calonne prolongée par la rue Louis Thuillier. D'est en ouest, aucune voie ne traverse le quartier de part en part. Trois axes cependant l'espace, les rues Laurendau, Jeanne d'Arc et Camille Desmoulins. Le cœur du quartier s'organise autour de l'église Saint-Martin construite en brique en style néo-gothique.
Henriville est un quartier presque exclusivement résidentiel, on y rencontre des hôtels particuliers tels l'hôtel Acloque, l’hôtel Vagniez-Renon ou la Maison de Jules Verne… L'essentiel de l'habitat est composé de maisons individuelles plutôt cossues où la brique prédomine, mêlant les styles néoclassique, troubadour, néogothique et art déco avec quelques immeubles d'habitat collectif de faible hauteur.